# Carassa de Nadal
La Carassa de Nadal, és una tradició popular catalana.
Es col·locava sota l'orgue de les esglésies i catedrals, i durant les misses de Nadal i Any Nou, des de l'orgue es llançaven caramels. Durant la dictadura, es va prohibir, ja que els nens feien massa xivarri en recollir els caramels.
A Barcelona l'any 1988 es va recuperar gràcies a la Federació de Cultura Popular i Tradicional de la Barcelona Vella i la Casa dels Entremesos, però d'una manera diferent de les originals.
L'encarregat de fer-ho va ser el Taller Casserres de Solsona, i la va fer en forma de nan, amb rodes i que pogués moure els ulls.

A partir d'aquell any, cada cap de setmana coincidint amb la Fira de Santa Llúcia, surt a passejar i la treuen els infants de les colles associades a la Casa dels Entremesos.

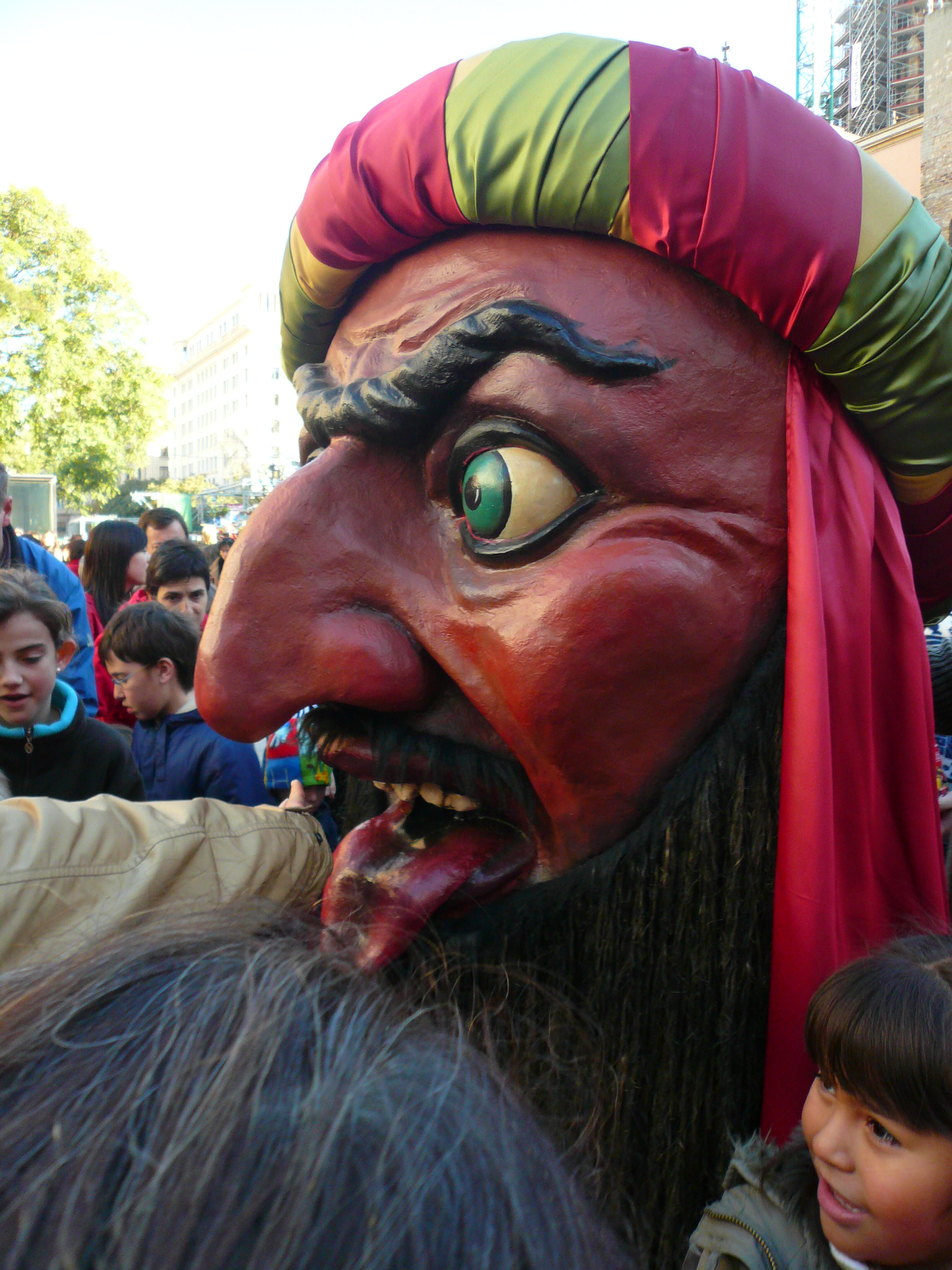
Carassa de Nadal, passejant per la Fira.